# Volodimir Olekszandrovics Kaplicsnij
Volodimir Olekszandrovics Kaplicsnij (ukránul: Володимир Олександрович Капличний, oroszul: Владимир Александрович Капличный; Kamenyec-Podolszkij, 1944. február 26. – Kijev, 2004. április 19.) Eb-ezüstérmes, olimpiai bronzérmes szovjet válogatott labdarúgó, hátvéd, később edző.
A CSZKA Moszkva csapatában 288 élvonalbeli bajnoki mérkőzésen lépett pályára, ezzel mind a mai napig a klub 10 legtöbbet pályára lépett játékosa közé tartozik. 1967-ben szovjet kupadöntőt játszott, 1970-ben bajnoki címet szerzett.
A válogatottal négy világeseményen is részt vett, ott volt az 1968-as és az 1972-es Eb-n, az 1970-es vb-n és az 1972-es olimpián. A belgiumi Európa-bajnokságon ezüstérmet, a müncheni olimpián bronzérmet szerzett.
Játékos pályafutását követően néhány éven át edzőként is dolgozott, előbb a CSZKA Moszkvánál segédedzőként, majd egy másik korábbi csapatánál, az SZKA Lvivnél, végül az SZKA Odesszánál.